# 朱朱
朱朱（1969年9月—），中国当代诗人。生于江苏扬州，华东政法学院毕业，后定居南京。著有诗集《驶向另一颗星球》（1994年）、《枯草上的盐》（2000年）、《皮箱》（2005年）、《故事》（2011年），艺术评论集《个案——艺术批评中的艺术家》（2008年）等。并曾与人策划多场中国新艺术展览。其诗作被译为英语、法语、意大利语、西班牙语等语种在国外发表。曾获安高诗歌奖、中国当代艺术奖批评家奖、亨利·露斯亚洲诗歌写作与翻译奖等荣誉。
朱朱是《他们》诗群的成员，其诗风融合了现代派、象征派、意象派的风格，多描写日常场景。比如《小镇的萨克斯》，并不直接描写音乐，而用景物来烘托，产生诗的美感。《一个为经验所限制的观察者》等诗也明显的体现了他场景描写的特点。